# Corea del Sur en los Juegos Olímpicos de Grenoble 1968
Corea del Sur estuvo representada en los Juegos Olímpicos de Grenoble 1968 por ocho deportistas, cinco hombres y tres mujeres, que compitieron en cuatro deportes.
El equipo olímpico surcoreano no obtuvo ninguna medalla en estos Juegos.